# Fuentes de Oñoro
Fuentes de Oñoro település Spanyolországban, Salamanca tartományban. Fuentes de Oñoro Espeja, Gallegos de Argañán, La Alameda de Gardón és Almeida községekkel határos. Lakosainak száma 1009 fő (2024).

## Népesség
A település népessége az elmúlt években az alábbi módon változott:
| Lakosok száma | 1387 | 1499 | 1267 | 1317 | 1380 | 1141 | 1208 | 1134 | 1113 | 1009 |
|               | 2001 | 2004 | 2007 | 2009 | 2012 | 2014 | 2017 | 2019 | 2022 | 2024 |